# Tachypeza fenestrata
Tachypeza fenestrata är en tvåvingeart som först beskrevs av Thomas Say 1823.  Tachypeza fenestrata ingår i släktet Tachypeza och familjen puckeldansflugor. Inga underarter finns listade i Catalogue of Life.